# AMOS 2
O Amos 2 é um satélite de comunicação geoestacionário israelense que foi construído pela Israel Aerospace Industries (IaI), ele está localizado na posição orbital de 4 graus oeste e é operado pela Spacecom. O satélite foi baseado na plataforma AMOS Bus e sua expectativa de vida útil é de 12 anos.

## Lançamento
O satélite foi lançado com sucesso ao espaço no dia 27 de dezembro de 2003, abordo de um foguete Soyuz-Fregat a partir do Cosmódromo de Baikonur, no Cazaquistão. Ele tinha uma massa de lançamento de 1.360 kg.

## Capacidade e cobertura
O Amos 2 é equipado com 11 transponders em banda Ku para prestar serviços de comunicação para a Europa, Oriente Médio e costa leste dos EUA.